# Sereiazinha
Sereiazinha (人魚姫マリーナの冒険, Ningyo Hime Marina no Bouken, As Aventuras da Princesa Sereia Marina) é uma série de anime baseada no conto de fada A Pequena Sereia de Hans Christian Andersen.
O anime é uma coprodução franco-japonesa criada por Jean Chalopin e dirigida por Takehiro Miyano.  No Japão a série foi transmitida pela Fuji TV entre 2 de fevereiro até 27 de julho de 1991.
Em Portugal a série foi emitida com dobragem portuguesa realizada pelos estúdios Novaga, sob o título de Sereiazinha. No Brasil o anime foi exibido durante a década de 90, pela Rede Globo na TV Colosso e depois no Angel Mix com o título de Marina - A Pequena Sereia. Ambas as versões lusófonas foram adaptadas da versão americana produzida pela Saban.
Como a versão do filme de 1975 Andersen Dōwa Ningyo Hime produzido pela Toei,  (onde esta série pode ser confundida), a sereia protagonista foi desenhada como uma loira nesta versão e recebeu o nome Marina. Também acrescentou um novo ingrediente para a história: uma poção mágica dada ao príncipe, que ele poderia usar para respirar debaixo d'água e estar com Marina.
A propriedade da série passou para a Disney em 2001, quando a Disney adquiriu a Fox Kids Worldwide, que também inclui a Saban Entertainment. Mas a série não está disponível no Disney+.

## Enredo
Marina é uma sereia que está apaixonada pelo príncipe Justin, um príncipe humano de um reino sobre a terra. Marina salva Justin quando ele quase se afoga após a perseguição de um ciclope gigante e um ataque náufrago de uma serpente do mar de três cabeças. Ela, então, faz um acordo com Hedwig a bruxa do mar para se tornar humana temporariamente para tentar conquistar o amor de Justin. Justin e Marina se tornam próximos, mas Justin acha que a princesa Cecily, uma princesa humana, foi a que o salvou de um afogamento e, portanto, ele fica noivo dela. Justin finalmente se lembra de que Marina foi quem salvou a vida dele, mas até então Marina se torna uma sereia novamente. Os quatro continuam a se encontrar secretamente e tentar encontrar uma maneira de estar juntos enquanto lida com os planos de Hedwig para assumir o reino, e as tentativas de Cecily para ter o Justin e se casar com ele. Marina e Justin são auxiliados por seus amigos subaquáticos, Winnie o cavalo marinho, Bobo o peixe tropical, e Ridley a lontra do mar. Eles também são ajudados pelo assistente Anselm e por Chauncey, o escudeiro de Justin.

## Personagens

### Personagens principais
- Marina: A sereia com cabelos loiros e cauda verde, que é a protagonista do show. Depois de salvar o príncipe Justin de Gandor, ela se apaixonou por ele e desejava tornar-se humana.
- Príncipe Justin: O príncipe de Gandor e namorado de Marina.
- Winnie: O cavalo-marinho amigo de Marina. Ao contrário de cavalos-marinhos do mundo real, ela tem a capacidade de gritar em altas alturas que leva as pessoas a passar para fora, e voando quando ela está fora da água.
- Bobo: O amigo peixe tropical de Marina. Ele sempre espiona Hedwig e manda os relatórios de volta para Marina e pro resto da gangue.
- Ridley: A lontra-marinha amiga e companheira de Anselm. Ao contrário de lontras marinhas do mundo real, ele parece ser capaz de respirar debaixo d'água por tempo indeterminado.
- Anselm: O tutor do príncipe Justin e secretamente, um feiticeiro que já foi apaixonado por Hedwig.
- Chauncey: O pateta escudeiro leal do príncipe Justin.

### Antagonistas
- Hedwig, a Bruxa do Mar: A Bruxa do Mar, que atua como a principal antagonista da série. Era uma vez uma feiticeira que estava apaixonada por Anselm até a sua fome de poder obrigou-o a bani-la ao mar. Ela vem com trama após para capturar Marina e Justin para que ela possa trocá-los pelo Amuleto de Poder que faria dela a pessoa mais poderosa na terra e na água e, portanto, dominar o mundo. Assim como uma sereia ela não tem pernas, mas sua cauda se assemelha a uma de cobra em vez de uma cauda de peixe. O poder que ela usa na maioria das vezes é a liberação de preensibilidade que vinha de suas longas unhas.
  - Dudley: O tubarão lacaio estúpido de Hedwig. Seu papel é muito mais importante do que os outros servos de Hedwig, e ele serve como alívio cômico entre os antagonistas.
  - Ray: Arraia de Hedwig. Ele atua como seu meio de transporte e espionagem. Ele é ouvido falar algumas vezes, mas outras vezes ele é mostrado para só ser capaz de balbuciar (embora Hedwig pode entendê-lo mesmo assim). Não está claro o que o seu nome é como Hedwig, uma vez se chama Ray e outra vez que ela o chama de Manta.
  - Hugo: O polvo gigante de Hedwig, que atua como seu homem forte.
- Cecily: Uma menina aristocrática média que gosta do príncipe Justin, embora ele não retribua seus sentimentos. Ela era sua noiva prometida antes que ele conhecia Marina.
- Príncipe Lothar: Príncipe de Brakston (país inimigo de Gandor) e inimigo jurado de Justin. Ele colabora frequentemente com Hedwig.

### Personagens secundários e menores
- Rainha Catherine: A mãe do Príncipe Justin. Ela está muito interessada na vida amorosa de seu filho e tenta agir como seu casamenteiro.
- Barnabas: O primo mais novo de Marina. Ele é um bom inventor e sua cauda é azul.
- Coral: A irmã mais velha mandona de Marina. Sua cauda é rosa.
- Rei Charles: O pai do príncipe Justin.
- Rei Nestor: O Rei dos oceanos do mundo. Ele é extremamente forte, como pode ser visto quando ele bate facilmente em Hugo, um polvo gigante, com as próprias mãos. Sua cauda é azul escura.
- Orcus: Uma baleia que ajuda a Marina e seus amigos algumas vezes.
- A Avó de Marina: Ela mora no mesmo castelo que Marina. Ela é vista em dois episódios e sua voz pode ser ouvida em outra.

## Episódios
1. O Regresso Para o Mar
2. Em Mãos Erradas
3. Água em Toda Parte
4. Um Leopardo e seus Pontos
5. A Vingança de Lothar
6. Como Cozinhar?
7. Tenha Cuidado Com o Que Você Deseja
8. Um Dia no País
9. Depósito de Segurança
10. Açúcar e Especiaria
11. Um Amigo de Verdade
12. A Canção da Bruxa do Mar
13. O Vale de Vulcões
14. Em Busca Pelo Tablete de Ouro
15. Um Caso de Identidade Equivocada
16. A Bela e a Fera do Príncipe
17. O Melhor Amigo do Homem é seu Cação
18. Um Mortal na Loja das Sereias
19. Caminhada Ecológica
20. Minha Bonnie Encontra-se Sob o Mar
21. O Cavalo Marinho de Tróia
22. Uma Rosa por Algum Outro Nome
23. O X Marca o Local
24. O Pão de um Homem é Veneno de um Outro Homem
25. Mantenha Esse Pensamento
26. Não Desperdice

## Música
A série tem dois temas musicais na versão original japonesa. A abertura se chama "Yumemiru Mermaid (夢みるMERMAID lit. O Sonho da Sereia)" e o encerramento "Pearl-no Kimochi (パールな気持ち lit. Os Sentimentos da Pérola)", ambas as canções foram cantadas por Yumi Hiroki, que também interpretou a voz de Winnie na versão japonesa do show. Rachelle Cano performou o tema na dublagem americana.